# Campionati del mondo di atletica leggera indoor 2025 - Salto in lungo femminile
La gara del salto in lungo femminile dei campionati del mondo di atletica leggera indoor 2025 si è svolta il 3 marzo 2025 a Nanchino.

## Podio
| Pos.    | Atleta        | Nazionalità | Misura |
| ------- | ------------- | ----------- | ------ |
| Oro     | Claire Bryant | Stati Uniti | 6,96 m |
| Argento | Annik Kälin   | Stati Uniti | 6,83 m |
| Bronzo  | Fátima Diame  | Spagna      | 6,72 m |

## Situazione pre-gara

### Record
Prima di questa competizione, il record del mondo indoor e il record dei campionati erano i seguenti.
| Record                | Prestazione | Atleta                       | Data e luogo                     | Competizione                     |
| --------------------- | ----------- | ---------------------------- | -------------------------------- | -------------------------------- |
| Record mondiale       | 7,37 m      | Heike Drechsler Germania Est | 13 febbraio 1988 Vienna, Austria |                                  |
| Record dei campionati | 7,23 m      | Brittney Reese Stati Uniti   | 1 marzo 2012 Istanbul, Turchia   | Campionati del mondo indoor 2012 |

### Campionesse in carica
Le campionesse in carica a livello mondiale erano:
| Campione        | Atleta                          | Prestazione | Data e luogo                  | Competizione                     |
| --------------- | ------------------------------- | ----------- | ----------------------------- | -------------------------------- |
| Olimpico        | Tara Davis-Woodhall Stati Uniti | 7,10 m      | 8 agosto 2024 Parigi, Francia | Giochi della XXXIII Olimpiade    |
| Mondiale indoor | Ivana Španović Serbia           | 7,06 m      | 4 marzo 2018 Belgrado, Serbia | Campionati del mondo indoor 2022 |

## Qualificazioni
Per il salto in lungo femminile il periodo di qualifica andava dal 1º settembre 2024 al 9 marzo 2025. Gli atleti potevano ottenere la qualificazione rientrando nello standard di 6,90 m, con una wildcard o in base al loro piazzamento nel World Athletics Rankings.

## Risultati

### Finale
La finale si è svolta il 23 marzo, ed è iniziata alle 10:19.
| Rank    | Athlete               | Nationality       | #1   | #2   | #3   | #4   | #5   | #6   | Result | Notes                                    |
| ------- | --------------------- | ----------------- | ---- | ---- | ---- | ---- | ---- | ---- | ------ | ---------------------------------------- |
| Oro     | Claire Bryant         | Stati Uniti       | 6.76 | 6.72 | 6.90 | x    | 6.96 | x    | 6.96   | Miglior prestazione personale            |
| Argento | Annik Kälin           | Svizzera          | x    | 6.63 | 6.59 | 6.46 | 6.66 | 6.83 | 6.83   |                                          |
| Bronzo  | Fátima Diame          | Spagna            | 6.72 | x    | 6.50 | x    | 6.46 | 6.41 | 6.72   |                                          |
| 4       | Plamena Mitkova       | Bulgaria          | x    | x    | 6.63 | x    | –    | x    | 6.63   |                                          |
| 5       | Alina Rotaru-Kottmann | Romania           | 6.30 | 6.59 | 6.54 | 6.36 | x    | 6.48 | 6.59   | Miglior prestazione personale stagionale |
| 6       | Anthaya Charlton      | Bahamas           | 6.24 | x    | 6.48 | 6.57 | 6.46 | 6.49 | 6.57   |                                          |
| 7       | Anna Matuszewicz      | Polonia           | 6.10 | x    | 6.47 | 6.56 | 5.94 |      | 6.56   |                                          |
| 8       | Monae' Nichols        | Stati Uniti       | 6.49 | x    | x    | x    | x    |      | 6.49   |                                          |
| 9       | Jessica Kähärä        | Finlandia         | 6.14 | 6.44 | 6.37 | 6.39 |      |      | 6.44   |                                          |
| 10      | Funminiyi Olajide     | Gran Bretagna     | 6.38 | x    | 6.41 | 6.38 |      |      | 6.41   |                                          |
| 11      | Huang Yingying        | Cina              | 6.24 | x    | 6.39 |      |      |      | 6.39   |                                          |
| 12      | Tyra Gittens          | Trinidad e Tobago | 6.27 | 6.36 | 6.05 |      |      |      | 6.36   |                                          |
| 13      | Milica Gardašević     | Serbia            | x    | 6.33 | x    |      |      |      | 6.33   |                                          |